# John Talen
John Talen (ur. 18 stycznia 1965 w Meppel) – holenderski kolarz szosowy, dwukrotny medalista mistrzostw świata.

## Kariera
Największe sukcesy w karierze John Talen osiągnął w 1986 roku, kiedy zdobył dwa medale podczas mistrzostw świata w Colorado Springs. Wspólnie z Robem Harmelingiem, Tomem Cordesem i Gerritem de Vriesem zdobył złoty medal w drużynowej jeździe na czas. Na tych samych mistrzostwach był także drugi w wyścigu ze startu wspólnego amatorów, przegrywając tylko z Uwe Amplerem z NRD. Ponadto w 1985 roku wygrał holenderski Olympia's Tour, w 1988 roku belgijskie Grand Prix Pino Cerami i Dwars door Vlaanderen, w 1989 roku hiszpański Circuito de Getxo, a w 1990 roku belgijski Grote Scheldeprijs. Dwukrotnie startował w Giro d'Italia i czterokrotnie w Tour de France, ale ani razu nie znalazł się w pierwszej setce. W 1991 roku zajął 81. miejsce w klasyfikacji generalnej Vuelta a España. Nigdy nie wziął udziału w igrzyskach olimpijskich.